# Psychrotrophe
Un micro-organisme psychrotrophe est un micro-organisme adapté et capable de survivre à des basses températures, jusqu'à -5 °C et ayant une température optimale de croissance à 25 °C.
De façon plus générale, c'est un mésophile capable de se développer à basses températures.
Par exemple : Yersinia enterocolitica, ou Listeria monocytogenes.